# William Huntington Russell
William Huntington Russell (Middletown, 12 de agosto de 1809 — New Haven, 19 de maio de 1885) foi um empresário, educador e político americano. Ele foi o fundador da Universidade de Yale e da sociedade secreta Skull and Bones. Ele era um descendente de várias antigas famílias da Nova Inglaterra, incluindo os de Pierpont, Hooker, Willett, Bingham, e Russell. Seu antepassado Rev. Noadias Russell foi um dos fundadores e administrador original de Yale College.

## Início de vida
Nascido em Middletown, Connecticut, Russell era um cadete na Academia Americana literário, científico e militar (mais tarde Norwich University) de 1826 até a formatura, em 1828, onde foi ensinado sob a estrita disciplina militar. Em 1828, o pai de William morreu, empurrando a responsabilidade da família para ele. Sob severas restrições financeiras, entrou no Yale College. Ele apoiou-se ao longo dos anos de faculdade.

## Carreira
Russell tinha planejado entrar para o ministério, mas seus problemas financeiros forçaram-no a obter um rendimento imediato através do ensino. Em setembro de 1836, ele abriu uma escola preparatória privada para rapazes em uma casa de moradia pequena. A escola se tornaria conhecido como o Instituto de New Haven Colegiada e Comercial. Para começar, a escola só foi atendido por um pequeno número de meninos, mas até ao momento da morte de Russell, a escola tornou-se conhecido e se formou em torno de 4.000 meninos. Em cerca de 1840, Russell introduziu uma broca muito profundo militar e disciplina em sua escola. Ele previu uma guerra civil no futuro, e queria ter certeza que seus filhos estavam preparados para lutar para a União. Seus alunos foram muito bem educados em assuntos militares que, no início da Guerra Civil alguns foram recrutados como instrutores.
Ele não só deu seus alunos para o exército da União, mas também seus próprios serviços. Governador Buckingham percebeu que Russell foi um dos homens mais experientes em assuntos militares. Por esta razão, Russell foi contratada para organizar a milícia Connecticut. Mais tarde, foi feito um major-general por ato do Legislativo.
De 1846 a 1847, Russell serviu como um Whig na legislatura do estado de Connecticut. Após a revogação do acordo de Missouri, em 1854, tornou-se ativo como um dos líderes do movimento que resultou na organização do Partido Republicano. Ele era um abolicionista forte e um amigo de John Brown. Russell foi nomeado como curador na vontade de John Brown. Ele também foi o representante de Connecticut no Comitê Nacional do Kansas.

## Vida Adulta
Em 1856, com vários outros membros da Bonesmen, ele incorporou Skull and Bones como o Trust Russell, depois, o Russell Trust Association. O Russell Trust Association é uma associação de isenção fiscal, que detém a posse da Caveira e Ossos no Salão da Universidade de Yale e da sociedade férias ilha, Deer Island.

## Morte
Em maio de 1885, Russell viu alguns meninos jogando pedras em aves no parque em New Haven, Connecticut. Russell procurou proteger as aves dos meninos. A atividade foi demais para ele e ele caiu inconsciente de uma ruptura fatal de um vaso sanguíneo e morreu alguns dias depois.